# Funaria clavaeformis
Funaria clavaeformis là một loài Rêu trong họ Funariaceae. Loài này được (Müll. Hal. & Hampe) Broth. mô tả khoa học đầu tiên năm 1903.